# Анрі Віальмонтей
Анрі Віальмонтей (фр. Henri Viallemonteil, 3 квітня 1892, Париж — 16 січня 1937, Париж) — французький футболіст, що грав на позиції нападник «КА Вітрі» та національну збірну Франції.

## Клубна кар'єра
Протягом 1910–1914 років грав за команду «КА Вітрі». 

## Виступи за збірну
1911 року дебютував в офіційних матчах у складі національної збірної Франції. Протягом наступних трьох років провів у її формі 6 матчів, забивши 2 голи.
Помер 16 січня 1937 року на 45-му році життя в Парижі.